# Municipio de Spring Creek (Dakota del Norte)
El municipio de Spring Creek (en inglés: Spring Creek Township) es un municipio ubicado en el condado de Barnes en el estado estadounidense de Dakota del Norte. En el año 2010 tenía una población de 74 habitantes y una densidad poblacional de 0,8 personas por km².

## Geografía
El municipio de Spring Creek se encuentra ubicado en las coordenadas 46°40′59″N 98°6′52″O / 46.68306, -98.11444. Según la Oficina del Censo de los Estados Unidos, el municipio tiene una superficie total de 91.99 km², de la cual 91,92 km² corresponden a tierra firme y (0,08 %) 0,08 km² es agua.

## Demografía
Según el censo de 2010, había 74 personas residiendo en el municipio de Spring Creek. La densidad de población era de 0,8 hab./km². De los 74 habitantes, el municipio de Spring Creek estaba compuesto por el 100 % blancos. Del total de la población el 1,35 % eran hispanos o latinos de cualquier raza.